# Ludwig Franz
Ludwig Franz (30 de Janeiro de 1918 - 5 de Setembro de 1944) foi um comandante de U-Boot que serviu na Kriegsmarine durante a Segunda Guerra Mundial.